# 成德 (索倫額蘇里氏)
成德（1721年—1801年），索倫額蘇里氏，又称額蘇哩成德，滿洲正黃旗。清朝政治人物、军事将领。

## 生平
乾隆三年，担任满洲正黄旗領催。乾隆二十二年，担任本旗驍騎校。乾隆三十年，任正紅旗滿洲防禦。乾隆三十四年，担任成都正紅旗滿洲佐領。乾隆三十七年，担任正黃正紅貳旗滿洲協領。乾隆四十二年，任鑲紅旗滿洲佐領。乾隆五十六年，担任荊州右翼副都統。乾隆五十九年，担任荊州左翼副都統。

## 家族
- 額蘇里伍魯勒德依 (祖父)
- 額蘇里覺和托 (父)
- 額蘇里色欽 (長子)、額蘇里色赫哩 (次子)、額蘇里色琥哩 (亦作色瑚里，三子)
- 額蘇里慶集、額蘇里慶至 (孫)
- 額蘇里濟福、額蘇里濟壽 (曾孫)